# Año Internacional de la Salud y de Investigaciones Médicas
1961 fue proclamado el Año Internacional de la Salud y de Investigaciones Médicas, propuesto por la Asamblea General de las Naciones Unidas en su resolución 1283 (XIII) que fue adoptada el 5 de diciembre de 1958. La iniciativa buscaba intensificar la cooperación internacional en el ámbito de la salud y la investigación médica. La proclamación de este Año Internacional contó con consultas previas, en las cuales la Organización Mundial de la Salud (OMS) jugó un papel fundamental. Desde finales de la década de 1950, la OMS adoptó resoluciones que subrayaban la importancia de fortalecer la cooperación internacional en temas de salud. Estas consultas contribuyeron al diseño de los programas y actividades relacionadas con esta proclamación.

## Actividades y Alcance
La propuesta estableció un enfoque integral para abordar algunas de las enfermedades más prevalentes que afectaban gravemente a la humanidad, como la malaria, la tuberculosis, el cáncer, las enfermedades cardiovasculares, la poliomielitis y la lepra. La iniciativa buscaba fomentar la difusión de conocimientos adquiridos en la lucha contra estas afecciones, facilitando el intercambio de experiencias y promoviendo soluciones efectivas en la prevención y el tratamiento.
Una de las estrategias planteadas fue la organización de investigaciones conjuntas a gran escala, destinadas a coordinar y ampliar los esfuerzos científicos internacionales. Estas investigaciones estaban orientadas a temas prioritarios de salud pública y a desarrollar métodos innovadores de profilaxis y tratamiento. Asimismo, se destacó el uso médico de la energía atómica como un área emergente de interés, promoviendo el intercambio de avances en este campo entre los países participantes.
Otro eje central fue la educación en higiene a gran escala, para sensibilizar a las comunidades y mejorar las prácticas de salud en la población general. En paralelo, se planteó prestar asistencia significativa a los países en desarrollo mediante el suministro de equipos médicos, medicinas esenciales, literatura técnica y la capacitación de personal especializado, con el objetivo de fortalecer las capacidades locales en la lucha contra estas enfermedades.
Estas acciones, concebidas como un esfuerzo colaborativo internacional, buscaban no solo combatir enfermedades específicas, sino también reforzar la cooperación global en salud y establecer las bases para iniciativas sostenibles en el futuro. Aunque la implementación de estas propuestas no quedó plenamente documentada, el marco delineado reflejó un compromiso ambicioso por parte de los organismos internacionales involucrados.